# Drenderup Skov
Drenderup Skov er en offentlig skov, ejet af Naturstyrelsen, ved Drenderup (udenfor Ødis) i Kolding Kommune på ca. 46 hektar (el. 110 hektar?).
Drenderup Skov er en 400 år gammel statsskov der er omkranset af et jorddige. Skoven hørte oprindeligt under hovedgården Drenderupgård, men blev solgt til Kronen i 1584 godsejer Christoffer Johansen Lindenov (1520 -1585)- og har siden tilhørt staten.

## Rekreativ
Skoven indeholder en række afmærkede vandrestier og ridestier 

## Andet
Drenderup Skov er en løvskov på frugtbar moræne med, eg, bøg, ask og ær. Herunder en del ergamle egebevoksninger. Der er enkelte mindre afdelinger
med nåletræ.
Skoven er gennemskåret af maser af dybe grøfter, da skoven ligger på fugtigt terræn.
Der er funder og udgravet flere jernalder grave i skoven, bl.a. Rævebakken i skovens nordøstlig del.
a

## Naturskolen
Skoven tidligere skovløberbolig, Drenderuphus, har siden 2007 været en Naturskole under Kolding Kommunes skoleforvaltning 